# ハロルド・バーンズ
ハロルド・バーンズ（Harold Byrns, 1903年9月13日 - 1977年2月22日）は、ドイツ出身の指揮者、作・編曲家。
ハノーファーにハンス・ベルンシュタイン(Hans Bernstein)として生まれ、地元の室内楽協会を主宰していた父から音楽の手ほどきを受ける。その後、シュテルン音楽院に進学し、ヴァルター・ギーゼキング、エーリヒ・クライバーやレオ・ブレッヒらの薫陶を受けた。音楽院を卒業後もしばらくはクライバーやブレッヒらの助手を務めつつ、リューベックやオルデンブルク等の歌劇場でも指揮活動を行った。また、1930年代にウィーン交響楽団やトリノ・イタリア放送交響楽団等に客演してグスタフ・マーラーの作品の普及にも力を注ぎ、1933年にイタリアに活動の本拠を移した。1936年にアメリカに移住した際に名前を変え、ロサンゼルスに自らの名前を冠したアンサンブルを結成。1941年にはブロードウェイのバレエ劇場のためにアドルフ・アダンの《ジゼル》を編曲したのを皮切りに、ブロードウェイ・ミュージカルにも進出した。第二次世界大戦後は、一時的にヨーロッパに戻り、ベルリン・ドイツ・オペラやトリノ・イタリア放送のオーケストラ等に客演したが、1949年にロサンゼルス室内シンフォニーを結成し、ジョージ・アンタイルのセレナード第２番などの初演を行ったり、ベーラ・バルトークの弦楽器と打楽器とチェレスタのための音楽の初録音を行ったりした。その後も、ヨーロッパとアメリカを行き来し、1954年にはエーリヒ・ヴォルフガング・コルンゴルトの嬰ヘ長調の交響曲をオーストリア放送のためにウィーン交響楽団を振って初演したり、ベルトルト・ゴルドシュミットのシンフォニエッタの初演を指揮したりしている。編曲家としては、マーラーの初期作品や、ニコラス・ナボコフのオペラ《恋の骨折り損》のオーケストレーションが知られる。
1963年には、マーラー未亡人のアルマが「マーラーの未発表作品の演奏を許可しない」という声明を発表したのを受け、アルマ邸に行ってアルマに声明の撤回の説得に当たった。この功績からアメリカ・ブルックナー協会からキレニー・マーラー・メダルを贈られた。
ベルリンにて死去。

## 註
1. ↑  ハロルド・バーンズ - IMDb（英語）
2. ↑  平林直哉『クラシック名曲初演＆初録音事典』、大和書房、2008年、262-263頁。

| スタブアイコン | サブスタブ | この項目は、まだ閲覧者の調べものの参照としては役立たない、人物に関連した書きかけの項目です。この項目を加筆・訂正などしてくださる協力者を求めています（P:人物伝/PJ:人物伝）。 |